# Tanta Saudade
"Tanta Saudade" é uma canção da cantora pop brasileira Wanessa Camargo, presente em seu segundo álbum de estúdio, o homônimo Wanessa Camargo, de 2001. Tem como vocais de apoio seu pai, Zezé Di Camargo. Foi lançada como segundo single do disco em 21 de fevereiro de 2002. Foi composta por Kellie Coffey, Jason Deere e Bonnie Baker, tendo a versão brasileira escrita por Dudu Falcão.

## Lista de faixas
Download digital
1. Tanta Saudade (Heaven Came Down) - 3:40

## Videoclipe
O clipe foi divulgado no Planeta Xuxa, e conta com a cantora interpretando a música, em um jardim, bem conectada com a natureza, enquanto pensa em seu amado.
As filmagens já haviam sido esquecidas, porque o material não foi mandado para a grade de programação da MTV, nem do Multishow, naquela época, o único lugar onde passava era no extinto "Planeta Xuxa". Por isso, criou-se uma "lenda" de que o videoclipe de "Tanta Saudade" não existia.

## Histórico de lançamento
| País   | Data                    | Formato(s) | Gravadora |
| ------ | ----------------------- | ---------- | --------- |
| Brasil | 21 de fevereiro de 2002 | Airplay    | Sony BMG  |